# کشتار بیه‌لینا
کشتار بیه‌لینا (انگلیسی: Bijeljina massacre) به کشتار ۴۸ تا ۷۸ شهروند غیرنظامی توسط گروه‌های شبه‌نظامی گارد داوطلب صرب به رهبری آرکان و چتنیک‌های میرکو در شهر بیه‌لینا در اول و دوم آوریل ۱۹۹۲ گفته میشود.بیشتر کشته‌شدگان از مسلمانان بوسنیایی بودند.